# Harlan Kelsey

Deckblatt des Katalogs der Kelsey Highlangs Nursery Herbst 1895 – Frühjahr 1896

Gesamtplan für Columbia (South Carolina) aus dem Jahr 1905, gezeichnet von Harlan P. Kelsey

Harlan Page Kelsey (* 9. Juli 1872 in Kansas; † 28. Juli 1958) war ein früher US-amerikanischer Landschaftsarchitekt, er gilt als Mitbegründer der modernen Stadtplanung.

## Leben
Harlan P. Kelsey interessierte sich schon früh für Pflanzen und hat angeblich bereits im Alter von zwölf Jahren Blumen verkauft. Sein Interesse galt besonders den einheimischen Büschen und Bäumen der Appalachen. Er gründete die Kelsey-Highlands Nursery in Boxford (Massachusetts).
Während der 1870er-Jahre bemühte er sich, bis dato nicht kultivierte Pflanzenarten zu kultivieren. So gelang es erstmals, die Rhododendren Rhododendron vaseyi und Rhododendron carolinianum zu kultivieren. Auch die seltene Lilium grayi und die nach ihm benannte Robinienart Robinia kelseyi wurden erstmals von Kelsey kultiviert.
Nach der Jahrhundertwende wandte er sich der Stadtplanung zu. Berühmt sind seine Planungen von Columbia (South Carolina) 1905 und Greenville (South Carolina) im Jahr 1906. Er fühlte sich dabei der Schule des City Beautiful Movement zugehörig und achtete besonders darauf, dass die Stadt sich den landschaftlichen Gegebenheiten anpasst, zudem waren ihm Bäume besonders wichtig und er legte verstärkt Parks an. Er plädierte für Rassentrennung innerhalb der Stadtplanung.
Im Jahr 1907 setzte er bei einer Baumaßnahme in Hartford (Connecticut) erstmals eine Planungskommission ein, dies wurde später Standard bei allen städteplanerischen Maßnahmen.
Kelsey war von 1905 bis 1906 Präsident des Appalachian Mountain Club und Koautor von Standardized Plant Names im Jahr 1942.